# IC 3401
IC 3401 је галаксија у сазвјежђу Береникина коса која се налази на листи објеката дубоког неба у Индекс каталогу.
Деклинација објекта је + 26° 27' 38" а ректасцензија 12h 28m 58,8s. Привидна величина (магнитуда) објекта IC 3401 износи 17,0 а фотографска магнитуда 18,0. IC 3401 је још познат и под ознакама NPM1G +26.0280, PGC 3089434.